# ویلیام رید
ویلیام رید (انگلیسی: William Reid؛ ۲۵ آوریل ۱۷۹۱ – ۳۱ اکتبر ۱۸۵۸ (۶۷ سال)) فرد نظامی اهل پادشاهی بریتانیای کبیر بود. وی همچنین برندهٔ جوایزی همچون همکار انجمن سلطنتی شده‌است.